# Everlong
Everlong ist ein Lied der US-amerikanischen Alternative-Rock-Band Foo Fighters. Es wurde als zweite Single aus dem Album The Colour and the Shape ausgekoppelt und erreichte in den USA zweifachen Platin-Status.

## Musikvideo
Zu Everlong wurde ein viel beachtetes Musikvideo gedreht. Dave Grohl muss darin seine Freundin (dargestellt von Taylor Hawkins) aus einem Traum befreien, in dem diese von zwei Bösewichten bedroht wird (Nate Mendel und Pat Smear). Da er sie nicht wecken kann, bemüht er sich, möglichst schnell einzuschlafen, um ihr zu Hilfe eilen zu können. 
Das Musikvideo wurde am 3. Oktober 2009 auf YouTube hochgeladen und verzeichnet bis heute über 326 Millionen Aufrufe. (Stand Januar 2025) 1998 war das Musikvideo bei den MTV Video Music Awards in der Kategorie Best Rock Video nominiert.
Regie führte Michel Gondry, dessen Kindheitsalbträume von übergroßen Händen eine der Inspirationsquellen des Videos sind. Neben diesen sind weitere surreale Elemente unter anderem ein vier Meter hohes Telefon, niedrige Decken und zugemauerte Fenster. Das Video ist auf der DVD The Work Of Director Michel Gondry vorzufinden.

## Versionen
Everlong wurde im Rahmen der Howard-Stern-Show in einer Akustikversion aufgenommen. Diese wurde von einigen Radiosendern ins Programm genommen, ohne dass sie jemals offiziell veröffentlicht wurde. Sie ist auch in dem Film Little Nicky zu hören (allerdings nicht auf dem Soundtrack enthalten). Eine weitere Akustik-Version, wurde für eine „Greatest Hits“-Kompilation der Band eingespielt. Da der Song fester Bestandteil jedes Foo-Fighters-Konzerts ist, gibt es unzählige Bootlegversionen und auch weitere Akustikversionen aus Radiosessions und TV-Shows.

## Formate
Die Single wurde in verschiedenen Formaten veröffentlicht: in den USA waren dies zwei 3-Track-Maxi-CDs, von denen jede einen anderen Livesong sowie ein neues Stück enthält (einmal Drive Me Wild und einmal das Killing Joke-Cover Requiem), in Großbritannien eine 5-Track-EP mit all diesen Stücken sowie eine 2-Track-7 Inch (mit Drive Me Wild), in Australien und Skandinavien eine Maxi-CD mit einer Akustikversion von See You und dem Gary-Numan-Cover Down in the Park.

## Bedeutung
Neben Learn to fly ist Everlong der wohl bekannteste Song der Foo Fighters. Grohl bezeichnete Everlong in einem Interview mit der Zeitschrift Visions (1/2004; #130) als besten Song, den er je geschrieben habe und als eines der drei Stücke, auf die er am stolzesten sei (neben Heart-Shaped Box von Nirvana und Shake Your Blood, seiner Kollaboration mit Lemmy Kilmister im Rahmen des Probot-Projekts).
Die Hörer des Radiosenders KROQ wählten Everlong 1997 zum drittbesten Song und 1998 zum 38.-besten. Die Akustikversion landete im Jahr 2000 auf Platz 22.
Auf den Listen der Zeitschrift Kerrang! belegte der Song einmal Platz 45 (1999, 100 Greatest Rock Tracks Ever) und einmal Platz 39 (2002, 100 Greatest Singles of All Time).
David Letterman bezeichnete Everlong als seinen Lieblingssong. In der letzten Folge seiner Late Show am 20. Mai 2015 wurde der Song zum Abschluss der Show als Begleitung zu einer sechs-minütigen Montage von Lettermans Karriere verwendet. Es war auch der letzte Song, den Taylor Hawkins live mit der Band spielte, bevor er 2022 starb.

## Kommerzieller Erfolg

### Chartplatzierungen
| ChartsChartplatzierungen     | Höchstplatzierung | Wochen |
| ---------------------------- | ----------------- | ------ |
| Vereinigtes Königreich (OCC) | 18 (7 Wo.)        | 7      |

### Auszeichnungen für Musikverkäufe
| Land/Region                  | Auszeichnungen für Musikverkäufe (Land/Region, Auszeichnung, Verkäufe) | Verkäufe  |
| ---------------------------- | ---------------------------------------------------------------------- | --------- |
| Australien (ARIA)            | 8× Platin                                                              | 560.000   |
| Brasilien (PMB)              | 2× Platin                                                              | 120.000   |
| Dänemark (IFPI)              | Platin                                                                 | 90.000    |
| Deutschland (BVMI)           | Platin                                                                 | 500.000   |
| Italien (FIMI)               | Platin                                                                 | 50.000    |
| Mexiko (AMPROFON)            | 3× Platin                                                              | 180.000   |
| Neuseeland (RMNZ)            | 7× Platin                                                              | 210.000   |
| Portugal (AFP)               | Platin                                                                 | 10.000    |
| Spanien (Promusicae)         | Platin                                                                 | 60.000    |
| Vereinigte Staaten (RIAA)    | 2× Platin                                                              | 2.000.000 |
| Vereinigtes Königreich (BPI) | 3× Platin                                                              | 1.800.000 |
| Insgesamt                    | 30× Platin ·                                                           | 5.580.000 |

Hauptartikel: Foo Fighters/Auszeichnungen für Musikverkäufe